# イリーニ・メルクリ
イリーニ・メルクリ（ギリシア語: Ειρήνη Μερκούρη / Irini Merkouri, 1981年5月26日 - ）は、アテネ出身のギリシャの歌手である。

## 来歴

### 出自
アテネのイリオにて、ギリシャ人の父とロマの母の間に生まれ育った。幼い頃より歌手になることを目指し、7歳の頃にはテレビで見た歌手たちの真似をこなした。

### 2001年 - 2003年: デビュー・アルバムとMeine Mazi Mou Apopse
ソニーBMG・ギリシャと契約を結び、2001年11月に初のアルバム『Να φυσάει η άνοιξη』（Na Fysai I Anixi）を発売した。収録曲には、アントニス・レモス（Antonis Remos）とのデュエット曲「Dio Mas」や、フランスの楽曲「Si Tu Ouvres Tes Bras」のギリシャ語カバー「Iparhi Kai Theos」などがある。アルバムには全部で12曲が収められ、「Syntelia」や「Foties Anapste」がヒット曲となった。
2003年6月、2枚目のアルバム『Mείνε μαζί μου απόψε』（Mine Mazi Mou Apopse）が発売された。アルバムには12曲が収められ、「Syntelia」のリミックスは3箇月連続のエアプレイ・チャート首位となった。このほかに「Ematha Na Zo Horis Esena」や「Meine Mazi Mou Apopse」などのヒット曲が収録されている。

### 2004年: Sarbelとの共演、Palirroia
2004年、サルベル（Sarbel）の楽曲「Se Pira Sovara」に客演した。同曲を収めたシングルCDにはもう1曲、「Agapi Mou Esi」という2人のデュエット曲も収録されている。
2004年6月、15曲を収録した3枚目のスタジオ・アルバム「Παλίρροια」（Palirroia）が発売された。収録曲からラジオで最初にヒットしたのは「Ela」であり、モダン・ライカにレゲエの要素を織り交ぜた作品であった。2つめのヒット・シングルは「Pou Na Fantasto」で、このアルバム収録曲で初のビデオ・クリップが製作され、ギリシャじゅうのクラブでヒットとなった。3つめのシングル「Krata Me Ksana」は、C:リアル（C:Real）のタキス・ダマシス（Takis Damashis）の製作であり、この曲でメルクリはアリオン賞の最優秀ポップ歌手に選ばれた。

### 2005年 - 2009年:Aneta、Argises、"Nai"
2005年7月7日、4枚目のアルバム『'Ανετα』（Aneta）が発売された。アルバムにはこれまでのヒット曲に加えて7つの新曲が収められている。
2006年には5枚目のアルバム『Άργησες 』（Argises）が発売された。アルバムには13曲が収められ、「Pame Gi'Alla」や「Miso Lepto」などがヒット曲となり、後者はビデオ・クリップも製作された。「Argises」という楽曲ではフリストス・パジズ（Christos Pazis）と共演した。
2007年にリリースされたシングルCD「Ναι」（Nai）には、「Nai」と「Kane Ena Tsigaro」の2曲が収められている。「Nai」はビデオ・クリップも製作され、シングルはギリシャのIFPIチャートで2位となった。
その後ソニーBMGで次のアルバムを収録したものの、ソニーBMGとの間に問題が起き、レコード会社側との激しい対立に発展した。このアルバムの発売は未定となっている。メルクリは2009年に新しくE.DI.EL.と契約し、新曲「Parakseno Agori」をデジタル・リリースした。

## アルバム
- 2002年: Να φυσάει η άνοιξη（Na Fysai I Anixi）
- 2003年: Mείνε μαζί μου απόψε（Mine Mazi Mou Apopse）
- 2004年: Παλίρροια（Palirroia）
- 2005年: 'Ανετα（Aneta）
- 2006年: Άργησες（Argises）